# Fässchen
Das Fässchen war ein Stückmaß in Frankfurt am Main und Sachsen. Das Maß unterschied Bleche nach Art ihres Materials.

## Frankfurt am Main
- 1 Fässchen = 300, auch 450 Blatt für weiße und verzinnte Bleche
- 1 Fässchen = 450 Blatt Eisen- und Schwarzbleche
- 1 Kiste engl. Weißbleche = 450 Blatt

## Sachsen
Sächsische Bleche verpackte man in 450 Platten oder Stück. Fasste man Bleche zusammen, so waren 1 Fässchen Kreuzbleche mit 240 Pfund und zwei Vorder- oder Futterbleche mit 190 Pfund gleich einer Garnitur. Diese Bleche hatten die Abmaße von 14 7/16 Zoll Länge und 10 7/16 Zoll Breite. Als Kreuzbleche wurden die stärkeren Weißblechsorten und mit Futterblech die Bleche mittlerer Stärke bezeichnet.